# Volharding Olympia Combinatie
Ne doit pas être confondu avec VOC.
Volharding Olympia Combinatie, communément appelé VOC, est un club omnisports de Rotterdam, connu pour sa section football qui a évolué 13 saisons en championnat des Pays-Bas, et sa section de cricket qui collectionne 10 titres de champion des Pays-Bas.

## Histoire
VOC résulte de la fusion de deux clubs. Le premier, Volharding, est fondé le 1er janvier 1895 et le second, Olympia, le 18 janvier 1896. Les deux clubs fusionnent au nouvel an 1904.